# كابيندا (مدينة)
كبندة Cabinda أو تشيوا Tchiowa، كما يسميها أبناؤها، هي مدينة تقع في مقاطعة كبندة، التي هي جيب خارجي تابع لأنغولا. السيادة الأنغولية على كَبِندة تشكك فيها جمهورية كبندة. بلدية كابيندا تضم 357,576 نسمة في 2008.
أسس البرتغاليون المدينة حول الميناء بغرض تجارة العبيد. وتوجد كم جيد من احتياطي النفط البحري مقابل المدينة.